# Mouvement pour l'émancipation du delta du Niger
Le Mouvement pour l'émancipation du delta du Niger ou MEND (de l'anglais Movement for the Emancipation of the Niger Delta) est un mouvement militant nigérian qui lutte contre « l'exploitation et l'oppression des peuples » du delta du Niger. Le MEND lutte particulièrement contre les compagnies pétrolières et contre le gouvernement fédéral du Nigeria.
Ce mouvement se déclare prêt à utiliser les armes comme moyen de lutte. Il se démarque donc du MOSOP, mouvement non violent très actif dans les années 1980 et 1990, qui l'est cependant devenu beaucoup moins après l'exécution de son dirigeant Ken Saro-Wiwa.
Une véritable guerre est déclenchée entre le MEND et les forces armées du Nigéria en mai 2009, à la suite de plusieurs sabotages et enlèvements.
Apparu en 2006, la présence du Mend dans la région a provoqué une chute d'un tiers de la production du brut, passant de 2,6 millions de barils par jour en 2005 à 1,8 million de barils par jour en 2008.